# Upsilon Sagittarii
Upsilon Sagittarii (46 Sagittarii) é uma estrela binária na direção da constelação de Sagittarius. Possui uma ascensão reta de 19h 21m 43.62s e uma declinação de −15° 57′ 18.0″. Sua magnitude aparente é igual a 4.52. Considerando sua distância de 1672 anos-luz em relação à Terra, sua magnitude absoluta é igual a −4.03. Pertence à classe espectral B2Vpe+A2IaS. É uma estrela Be e é protótipo dos binários pobres em hidrogênio.